# East St. Louis (Illinois)
East St. Louis je grad u američkoj saveznoj državi Ilinois. Prema popisu stanovništva iz 2010. u njemu je živjelo 27.006 stanovnika.